# Passo di Fraele
Der Passo di Fraele (deutsch: Fraelepass) ist ein 1955 m hoher, auf italienischer Seite bis zur Passhöhe befahrbarer Alpenpass nahe der Grenze zwischen der Schweiz und Italien. Er verbindet das Valle di Fraele (das oberste Addatal) auf italienischer Seite mit dem Galltal, einem Seitental des Spöltals, und über den Passo Val Mora mit dem Val Mora auf Schweizer Seite.

## Geographie
Der Passo di Fraele liegt in der italienischen Provinz Sondrio, südlich der Staatsgrenze zum Schweizer Kanton Graubünden und verbindet die Ofenpassstraße über das Val Mora mit dem italienischen Valle di Fraele und weiter mit Bormio. Er ist der einzige Pass des Alpenhauptkammes zwischen dem Reschen und Maloja mit einer Scheitelhöhe von unter 2000 Metern, was ihn für eine Fortsetzung des Weges aus dem Addatal ins Inntal, oder auch in Richtung Rheintal hin, geeignet macht. Auf Grund seiner Topographie müsste der Fraelepass daher zu den wichtigen Pässen der Alpen gehören. Dennoch führt keine Verbindung von Graubünden über den Fraele ins Veltlin, sondern nur eine aus Südosten kommende und im Passbereich endende Straße zu den umliegenden Kraftwerksbauten. Nach Nordwesten erschwert die enge Schlucht südwestlich des Munt la Schera den Wegebau, dennoch gab es seit alters her einen Weg entlang des Spölflusses, der schon von Carl Ulysses von Salis 1807 als Reitweg beschrieben wurde.

## Geschichte
Vom 15. bis zum 17. Jahrhundert zog über den Fraelepass zumindest ein Teil des damaligen regionalen inneralpinen Vieh- und Warenverkehrs. Dieser führte von Davos über den Scalettapass und Pass Chaschauna nach Livigno und von dort über den Alpisella- und Fraelepass auf die veltlinische Addastraße, von der zahlreiche Passwege hinein in venezianisches Gebiet begangen werden konnten.
An diese einstige Bedeutung erinnern die Ruinen einer alten Festung, die sich auf halbem Wege über einem Abhang befindet. Von zwei alten Türmen am Ende des Aufstiegs konnte der Passweg bis nach Bormio hin gut kontrolliert werden. Im Oktober 1635 zogen Soldaten über den Fraelepass und im Val Fraele besiegten die Truppen des Herzogs Heinrich von Rohan die österreichisch-spanischen Truppen.
Im 18. Jahrhundert verlor der Fraelepass seine ohnehin nicht große Bedeutung vollends. Kurzzeitige Planungen zum Bau einer befahrbaren Straße wurden bald wieder fallen gelassen, es bedurfte erst der Wasserenergiewirtschaft, die für Kraftwerke in diesen Raum Werkstraßen benötigte, sowie des Militärs, das hier seit dem Ersten Weltkrieg einige Wege anlegte. Auch von Santa Maria Val Müstair bestand ein alter Handelsweg der durch das Val Mora über den Passo Val Mora hin zum Fraelepassweg führt. Von der Alp Mora auf Graubündner Seite gibt es einen alten Weg über das Döss dal Termel (2324 m), der hin zum Ofenpass führt.

## Straßen

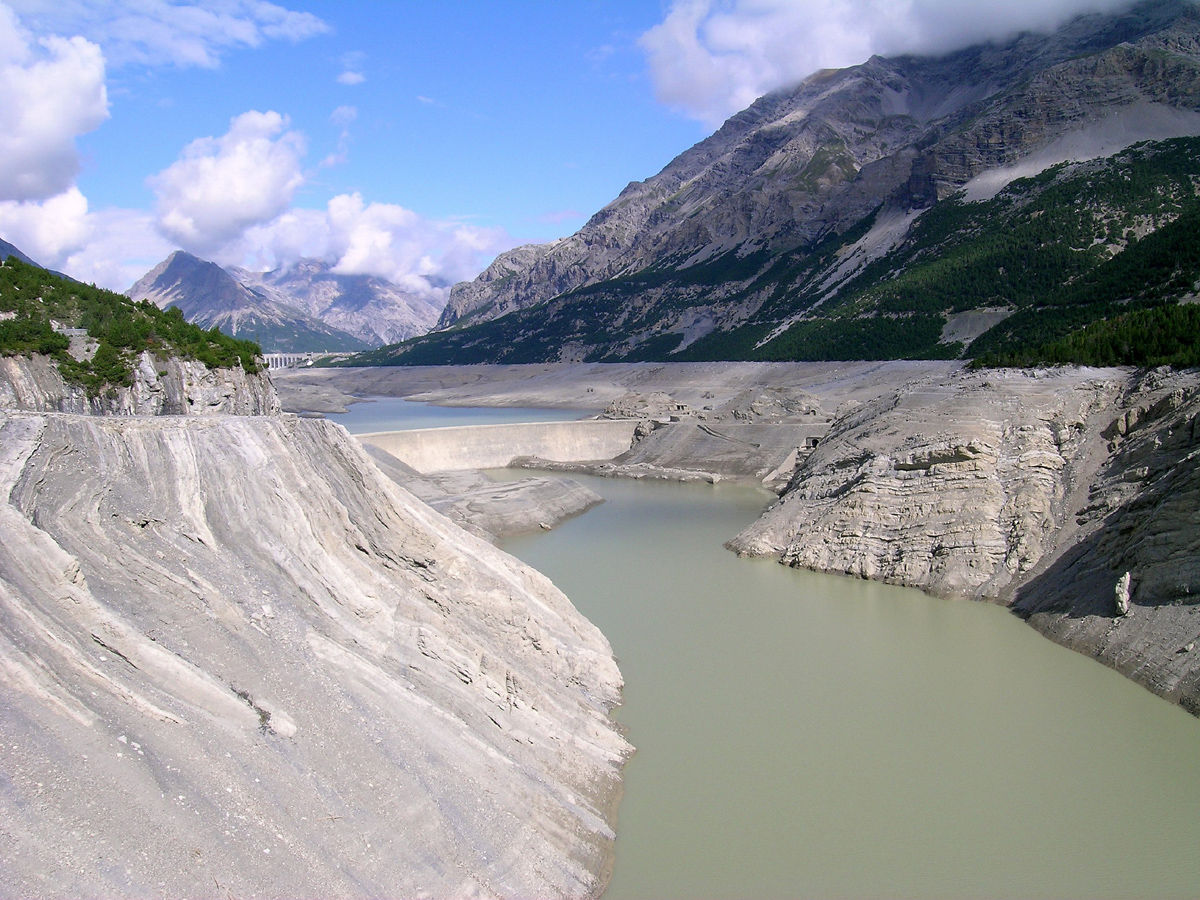
Lago di Cancano

Für den ersten Bau eines Wasserkraftwerks legte man von 1926 bis 1927 eine Straße über den Fraelepass an. Zum Bau des Cancano-Staudamms wurde in den Jahren nach dem Zweiten Weltkrieg eine Werkstraße über den Passo Torri di Fraele gebaut, die eine Verlängerung über den Passo di Fraele hinaus fand. Diese Passstraße zum Transport des Baumaterials war während des Kraftwerkbaues eine Besonderheit, da sie die einzige Straße der Hochalpen war, die eine Oberleitung zum Betrieb von Elektro-Lastwagen hatte. Sie führte zum etwa 50 km entfernten Bahnhof Tirano. Im Verlauf der Straße wird der Passo Torri di Fraele dabei von einem kurzen Scheiteltunnel unterquert, nachdem die Straße zum Anstieg 17 dicht übereinanderliegende Kehren durchläuft. Es gibt auch eine direkte, aber sehr steile Verbindung vom Lago di Cancano nach Bormio, die heute als Wanderweg genutzt wird.